# Cabra Amaltea (Bernini)
La cabra Amaltea con el niño Júpiter y un fauno es una escultura barroca de Gian Lorenzo Bernini. Bajo el patrocinio del cardenal Borghese, sobrino del papa Pablo V, sus primeras obras eran piezas para decorar los jardines de la villa.

## Historia
La fecha de la escultura aún sigue siendo objeto de rumores y falsedades, aunque se dice que este grupo escultórico lo hizo cuando tenía entre 8 y 12 años, realmente lo talló cuando tenía 17 años, en el año 1615.
Resulta que por aquellos años, Bernini tenía un "vicio", este era el de crear estatuas sobre los putti, niños desnudos y normalmente de contexto mitológico, que tenían la costumbre de estar jugando o haciendo alguna travesura.
A pesar de la poca experiencia del artista, Bernini pudo completar la obra a la perfección. De hecho, algunas crónicas relatan que el escultor italiano decidió encargarle a un carpintero el trabajo de realizar un pedestal de madera, esto fue usado como soporte para la obra.
Originalmente se encontraba en la logia de Lanfranco, pero gracias a algunas ayudas del arquitecto Antonio Asprucci realizadas a finales del siglo XVIII, la escultura fue llevada junto numerosas obras más hacia la Villa de los Borghese, en Roma. Durante el siglo XIX, la estatua fue devuelta a su lugar de origen tras haber sido resguardada por las tropas napoleónicas, finalmente, el grupo escultórico fue presentado a los turistas en el año 1997.

## Descripción
Según la mitología antigua, la madre de Júpiter, Rea, dejó a su hijo bajo el cargo de la cabra Amaltea, esto se debe a que Cronos estaba devorando a todos sus hijos despiadadamente, por lo que Rea escondió a su retoño para que pudiera destronar a su padre en algún futuro cercano.
Júpiter fue criado junto con otros seres mitológicos por la cabra Amaltea, este ser le dio todos los cuidados necesarios para que Júpiter se convirtiera en un hombre fuerte y sano en el futuro. El futuro rey del Olimpo quedó en deuda con la criatura, por lo que este le regaló un perro de oro macizo para que la morada de la cabra fuera más segura.
Se dice que una vez, cuando Júpiter y un fauno estaban jugando, el niño se agarró con fuerza al cuerno de la cabra, desafortunadamente, esto causó que se rompiera. Tras esto, Júpiter creó una cornucopia, un objeto que te proporcionaba cualquier riqueza material.
La cabra Amaltea ayudó a Júpiter incluso cuando estaba muerta, este es el caso de una batalla entre Júpiter y los titanes, cuenta la leyenda que el joven se aferró a un escudo hecho con la piel de la difunta cabra Amaltea. Júpiter se volvió invisible gracias a esto, dándole una clara ventaja al futuro padre de los dioses.